# Virginija
Virginija ist ein litauischer weiblicher Vorname (abgeleitet von Virginius). Die männliche Form ist Virginijus.

## Personen
- Virginija Adomaitienė, Psychiaterin und Professorin
- Virginija Baltraitienė (* 1958),  Politikerin, Parlamentsvizepräsidentin,  Bürgermeisterin von Kėdainiai
- Virginija Cechanavičiūtė, Badminton-Spielerin
- Virginija Dmitrijeva, Sitzvolleyballspielerin bei den Sommer-Paralympics 2008
- Virginija Paulauskaitė, Teilnehmerin bei der Curling-Mixed-Europameisterschaft 2007
- Virginija Vingrienė (* 1971), Politikerin, Mitglied des Seimas